# 무릎뼈
무릎뼈(patella) 또는 슬개골(膝蓋骨) 또는 슬골은 무릎관절의 앞쪽에 있어 관절을 보호하는 납작하고 둥근 뼈다. 넙다리뼈와 관절을 형성하며, 무릎을 굽히고 펴면 잘 움직인다. 쥐, 고양이, 개 등 다수의 사지가 있는 동물들에서 발견되나 고래나 대다수의 파충류에서는 찾을 수 없다.
우리 몸의 뼈중 가장 큰 종자뼈로 공중에 붕 떠있는 형상을 하고 있다. 아기일 때는 부드러운 연골로 이루어져 있으나 4세 전후로 딱딱하게 골화된다.

## 같이 보기
- 뼈관절염